# Сукаррієта
Сукаррієта, Педерналес (баск. Sukarrieta (офіційна назва), ісп. Pedernales) — муніципалітет в Іспанії, у складі автономної спільноти Країна Басків, у провінції Біская. Населення — 350 осіб (2009).
Муніципалітет розташований на відстані близько 340 км на північ від Мадрида, 23 км на північний схід від Більбао.
На території муніципалітету розташовані такі населені пункти: (дані про населення за 2009 рік)
- Канала: 46 осіб
- Сукаррієта: 290 осіб
- Абіньяко-Андоні-Деунарен: 14 осіб
- Чачарраменді: 0 осіб

## Демографія
Динаміка населення (INE ):

## Галерея зображень

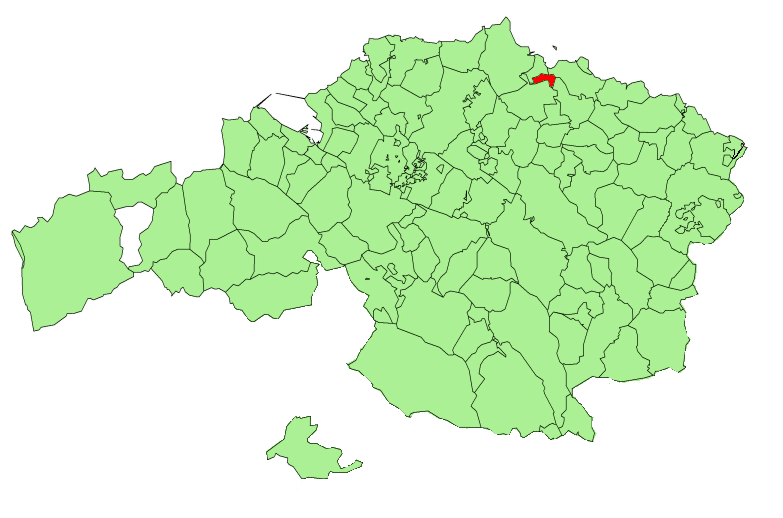
Розташування муніципалітету
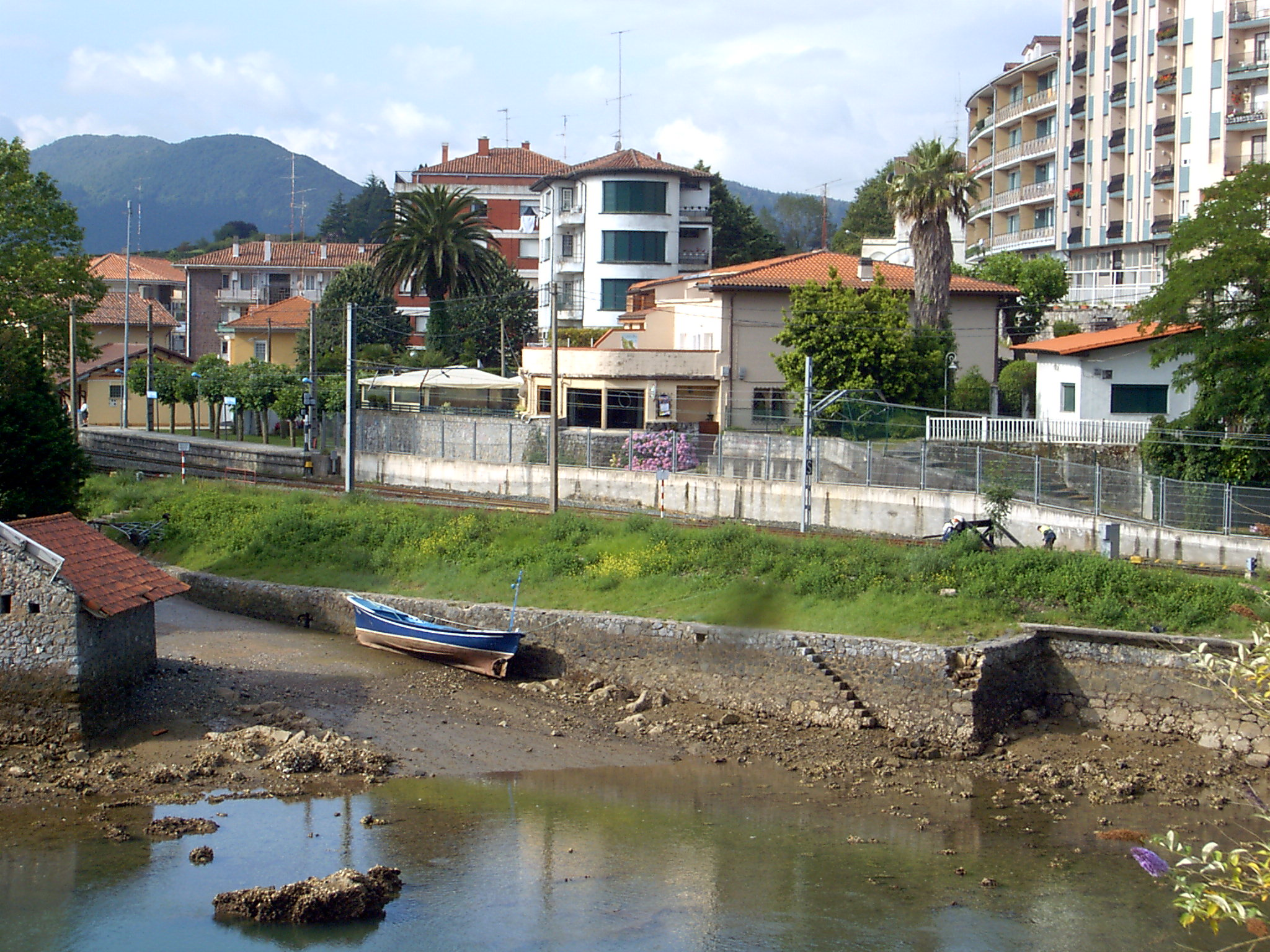
Сукаррієта